# Диураш
Диураш (Djurash; Dzsuras; fl.: края на 5 век) е владетел на хуните през 490 г. Управлява след Ернак, а след него владетел през 500 г. е Татра.